# Tracktion (DAW)
Tracktion (теперь известен как Waveform) — цифровая Рабочая Аудио Станция для записи и редактирования  аудио и MIDI. Аудиостанция запускается на Apple Mac OS X, Microsoft Windows и GNU/Linux.

## История создания
Tracktion разработал английский программист Джулиан Сторер (Julian Storer), которую он впервые представил в 2002 его компанией Raw Material Software. В 2003 году права на распространение программы получила фирма Mackie, была выпущена версия 2, которая как продавалась сама по себе, так и прилагалась к некоторым продуктам компании Mackie, Tapco and Echo Audio - компьютерным аудио-интерфейсам и цифровым микшерам.
В 2007 году появилась версия 3, но с января 2008 года развитие программы прекратилось, и хотя представители Mackie никаких официальных заявлений на этот счет не делали, стало понятно, что проект остановлен. Однако, на выставке NAMM в январе 2013 года Джулиан Сторер объявил, что вернул себе права на программу и продолжит её развитие под брендом созданной для этого фирмы "Tracktion Software Company" (). В том же году была выпущена версия 4 (принято обозначать T4), которая не только продавалась отдельно, но и прилагалась ко многим продуктам компании Behringer. В феврале 2014 появилась версия T5, а в феврале 2015 года — версия T6. На данный момент актуальные версии Waveform PRO 12 и Waveform FREE 2021 (март 2021).

## Пользовательский интерфейс и возможности
В основе дизайна Tracktion была заложена идея простого интуитивного интерфейса. Соответственно, был выбран принцип одного рабочего окна без большого количества диалоговых окон, вложенных меню и тому подобных элементов. Органы управления являются контекстно-зависимыми. Поэтому аудиостудию часто сравнивают с Ableton Live. Во многих отношениях программа Tracktion является новаторской, например, в ней впервые были реализованы "замораживание" (ещё в первой версии), назначение плагинов перетаскиванием и интегрированный в окно аранжировки MIDI-редактор, впервые в интерфейсе была реализована стопроцентная векторная графика. В центре нижней части окна проектов находится область контекстного управления выделенными объектами, вместо обычных ниспадающих меню. Треки в области Edit универсальны: они могут содержать аудио- и MIDI-данные, быть шинами, и т. д. Отличаются только треки-папки, служащие для группирования треков. В правой части органов управления треком находятся плагины (в терминологии Tracktion — "фильтры") и кнопки управления солированием и заглушением. Интересна панель Rack, которая является средой визуальной организации связей между другими плагинами (эффектов и инструментов), как штатных, так и сторонних. То есть, в Rack можно загрузить несколько плагинов и скоммутировать их входы и выходы как вам хочется.

## Библиотеки исходного кода
Для создания интерфейса и звуковых возможностей Tracktion был написан на C++ код, который впоследствии был собран в библиотеку с открытым исходным кодом Juce, который до сих пор поддерживается и разрабатывается Джулианом Сторером из ROLI Limited.